# Keith Treacy
Pour les articles homonymes, voir Treacy.
Keith Patrick Treacy (né le 13 septembre 1988 à Dublin) est un footballeur international irlandais. Il joue depuis 2011 au poste d'ailier pour le club de Burnley qui évolue en Championship (deuxième division anglaise). Il est actuellement en prêt à Sheffield Wednesday.

## Biographie

### Carrière en club
Le 2 août 2011, Burnley recrute Keith Treacy à Preston North End, tout juste rétrogradé en League One (D3) et contraint financièrement à la vente, et lui fait signer un contrat d'une durée de trois ans. Treacy débute sous le maillot des Clarets le 6 août 2011 à l'occasion de la réception de Watford. Entré en jeu à la 64e minute, il inscrit le dernier but d'un match qui se termine sur le score de 2-2.

## Statistiques détaillées
| Saison      | Club              | Pays                | Championnat        | Coupes nationales | Sélection République d'Irlande |
| ----------- | ----------------- | ------------------- | ------------------ | ----------------- | ------------------------------ |
| 2006 - 2007 | Stockport County  | League Two (D4)     | 4 matchs           | -                 | -                              |
| 2007 - 2008 | Blackburn Rovers  | Premier League (D1) | -                  | 2 matchs          | -                              |
| 2008 - 2009 | Blackburn Rovers  | Premier League (D1) | 12 matchs          | 8 matchs          | -                              |
| 2009 - 2010 | Sheffield United  | Championship (D2)   | 16 matchs / 1 but  | 1 match           | -                              |
| 2009 - 2010 | Preston North End | Championship (D2)   | 17 matchs / 2 buts | -                 | -                              |
| 2010 - 2011 | Preston North End | Championship (D2)   | 38 matchs / 7 buts | 3 matchs / 2 buts | 5 matchs                       |
| 2011 - 2012 | Burnley           | Championship (D2)   | 15 matchs / 2 buts | 3 matchs          | 1 match                        |

Dernière mise à jour : 23 novembre 2011